# 코리타이니아
코리타이니아(choritaenia, 학명: Choritaenia capensis 코리타이니아 카펜시스[*])는 미나리아과의 단형 족인 코리타이니아족(choritaenia族, 학명: Choritaenieae 코리타이니에아이[*])의 단형 속인 코리타이니아속(choritaenia屬, 학명: Choritaenia 코리타이니아[*])에 속하는 유일한 종이다. 남아프리카 공화국과 레소토에 분포한다.